# Болгова, Эльвира Алексеевна
Эльви́ра Алексе́евна Бо́лгова (род. 28 декабря 1975, Москва, РСФСР, СССР) — российская актриса театра, кино и телевидения, кинорежиссёр и сценаристка.

## Биография
Родилась 28 декабря 1975 года в Москве.
В 1996 году окончила Высшее театральное училище имени М. С. Щепкина (мастерская Народного артиста СССР Виктора Ивановича Коршунова). Её однокурсниками были Марат Башаров и Егор Баринов. После окончания театрального училища молодую актрису приглашали в Малый театр, но она предпочла Российский государственный театр «Сатирикон» имени Аркадия Райкина в Москве, где проработала один год.
В 1997—2002 годах служила в Государственном академическом театре имени Моссовета.
В кино дебютировала в 1995 году, снявшись в картине «Бездна», а первую заметную роль сыграла в фильме Андрея Разенкова «Тесты для настоящих мужчин» (1998). Затем снималась в мелодраме «Ретро втроём» (1998), боевике «Сибирский спас» (1998), телесериале «Салон красоты» (2000). В 2003 году актриса сыграла одну из ведущих ролей в сериале «Желанная». В 2004 году на экраны вышел телесериал «Близнецы», в котором Эльвира Болгова исполнила сразу три главные роли — сестёр-близнецов Любу, Веру и Фатиму. В 2011 году снялась в главной роли в сериале «Остров ненужных людей».
В 2017 году окончила режиссёрский факультет Высших курсов сценаристов и режиссёров (ВКСР) в Москве (мастерская режиссуры игрового фильма И. М. Квирикадзе и А. М. Добровольского). Дипломной работой выпускницы Эльвиры Болговой стал короткометражный художественный фильм «Голоса за окном» (2017).

### Личная жизнь
- Первый муж — Кирилл Сокольский, бизнесмен, дизайнер интерьеров, архитектор[3]. Прожили в браке с 1998 по 2005. Остались в теплых дружеских отношениях.[4]
  - Дочь — Глафира (род. 30 сентября 1998)[5]
- Второй муж — Антон, режиссёр рекламных роликов[3]. Прожили в браке с 2014 по 2019.
  - Дочь — Радамира (род. 2014)[3].

## Творчество

### Роли в театре
- 2008 — «Не все дома» (Московский театр «Мастер»)
- «Братья и Лиза» — Лиза
- «Вишнёвый сад» по одноимённой пьесе А. П. Чехова — Аня, дочь помещицы Раневской
- «Мужчины по выходным» — Вита

### Фильмография
| Год       |    | Название                              | Роль |
| --------- | -- | ------------------------------------- | --- |
| 1998      | ф  | Ретро втроём                          | девушка с виноградом                                                                                            |
| 1998      | ф  | Сибирский спас                        | Неждана |
| 1998      | ф  | Тесты для настоящих мужчин            | Эльвира, аспирантка факультета психологии                                                                       |
| 1999      | ф  | Кому я должен — всем прощаю           | снималась |
| 1999—2003 | с  | Простые истины                        | Ольга Дмитриевна Бородина, учитель химии                                                                        |
| 2000      | с  | Любовь.ru                             | снималась |
| 2000      | с  | Салон красоты                         | Милена |
| 2001      | с  | Времена не выбирают                   | Надежда Торопова                                                                                                |
| 2001      | с  | Курортный роман (серия «Жрица любви») | Катя |
| 2001      | тф | Новогодние приключения                | Наташа |
| 2002      | ф  | Одиночество крови                     | девушка-студентка                                                                                               |
| 2003      | ф  | Время — деньги                        | Елена Царёва |
| 2003      | с  | Желанная                              | Таня (в молодости)                                                                                              |
| 2003      | ф  | Не привыкайте к чудесам               | дочь Елены |
| 2004      | с  | Близнецы                              | Фатима Ибрагимова, Вера и Люба Аксёновы, сёстры-близнецы                                                        |
| 2004      | ф  | Моя большая армянская свадьба         | Елена |
| 2004      | с  | Холостяки                             | Зина |
| 2006      | с  | Офицеры                               | Евгения |
| 2006      | с  | Герой нашего времени                  | Вера, бывшая любовь Печорина                                                                                    |
| 2007      | с  | Молодой Волкодав                      | Нея |
| 2007      | тф | Путешествие во влюблённость           | Екатерина Васильевна («Кошка»), подруга Марии Александровны и Веры                                              |
| 2007      | ф  | Так не бывает                         | Дарья Сергеевна Кравец                                                                                          |
| 2008      | с  | Два цвета страсти                     | Вера Андреевна Тимошина (Скворцова)                                                                             |
| 2008      | ф  | Однажды в провинции                   | Вера Спиридонова, сестра Анастасии                                                                              |
| 2008      | ф  | Стритрейсеры                          | Лора, член команды питерских стритрейсеров во главе с «Докером»                                                 |
| 2009      | с  | Девичник                              | Мария Алексеевна Петрова (Маруся)                                                                               |
| 2009      | тф | Первая попытка                        | Мара Петровна Александрова                                                                                      |
| 2009      | с  | Сердце капитана Немова                | Екатерина Дубравина, невеста Петра Немова                                                                       |
| 2011      | с  | Остров ненужных людей                 | Елизавета, жена Андрея Каморина                                                                                 |
| 2012      | тф | Красавица и чудовище                  | Людмила Спицына                                                                                                 |
| 2013      | с  | Лекарство против страха               | Рита Шаграй, заместитель генерального директора фармацевтической компании «Медолек»                             |
| 2013      | ф  | Папа напрокат                         | Ирина Владимировна Панкратова, владелица кондитерской, мать Василия                                             |
| 2013      | ф  | Трасса                                | Наталья Новикова, жена Бориса                                                                                   |
| 2014      | с  | Девушка средних лет                   | Ксения Кузнецова (Ксюша)                                                                                        |
| 2014      | с  | Невероятные приключения Алины         | Алина Троянская (Алла Тычкова), известный писатель                                                              |
| 2014      | ф  | Пассажир из Сан-Франциско             | Наталья |
| 2015      | ф  | Последняя жертва Анны                 | Анна Андреевна Дымова, аудитор, сотрудник Бюро аудита и консалтинга «Аудит-сервис», мать Виктории, тёща Виталия |
| 2016      | ф  | Замуж после всех                      | Елена Крапивина, врач                                                                                           |
| 2016      | с  | Чужая дочь                            | Вера |
| 2017      | ф  | Девичник                              | Татьяна |
| 2018      | ф  | Игра                                  | Марина, жена Юрия                                                                                               |
| 2018      | ф  | Роковое SMS                           | Ольга |
| 2019      | с  | Первые встречные                      | Вероника Леонова                                                                                                |